# Ekalaka
Ekalaka – miasto w Stanach Zjednoczonych, w stanie Montana, siedziba administracyjna hrabstwa Carter.